# Мануел Мендоса
Мануел Мендоса (роден на 10 октомври 1974 г. в Ел Елмпалме, Еквадор) е бивш еквадорски футболист. Играл като полузащитник Мендоса изкарва почти цялата си кариера в родината си Еквадор.
През 2002 година преминава в Левски София. Със „сините“ не се представя особено впечатляващо и записва едва 8 мача в първенството. Въпреки това Мендоса вкарва 1 гол в турнира за Купата на България. Той пада в полуфинал срещу ЦСКА и с попадението Левски побеждава с 1-0 насред стадион България Армия. Реванша завършва 0-0 и Левски се класира на финала, където печели трофея след победа над Литекс. Голът на Мендоса завинаги влиза във фолклора на сините фенове и историята на Вечното дерби.
В родината си Мендоса става шампион с отбора на Депортиво Куенка през 2004 г. Прекратява кариерата си през 2009 г.